# Parapsychology Foundation
A Parapsychology Foundation é uma organização sem fins lucrativos fundada em 1951, por  Eileen J. Garrett e Frances Payne Bolton, uma congressista de Ohio. A fundação tem sede em Nova Iorque. Oferece bolsas de estudo e subsídios para interessados em estudos do paranormal. A organização também fundou a Biblioteca Eileen J. Garrett, em Greenport.
Garrett alegava uma médium e fundou a organização com o propósito explícito de comprovar cientificamente a existência da alma.
A atual diretora executiva é Lisette Coly, neta de Garrett. Em um ponto que a organização possuía um centro de conferências, em Saint-Paul-de-Vence, França e posteriormente tem oferecido inúmeras conferências. Na sede em Nova Iorque a fundação promove inúmeras séries de palestras. Em 2001 a organização tinha cerca de 200 pesquisadores ativos. A organização publica uma revista chamada International Journal of Parapsychology.